# 康比亚克
康比亚克（法語：Cambiac，法語發音：[kɑ̃bjak]）是法国上加龙省的一个市镇，属于图卢兹区。

## 地理
康比亚克（43°29'20"N, 1°47'32"E）面积7.74 平方千米，位于法国奧克西塔尼大區上加龙省，该省份为法国西南部内陆省份，西南端与西班牙接壤，自此顺时针与上比利牛斯省、热尔省、塔恩-加龙省、塔恩省、奥德省和阿列日省接壤。
与康比亚克接壤的市镇（或旧市镇、城区）包括：旺迪内勒河畔欧里亚克、博维尔、卡拉芒。

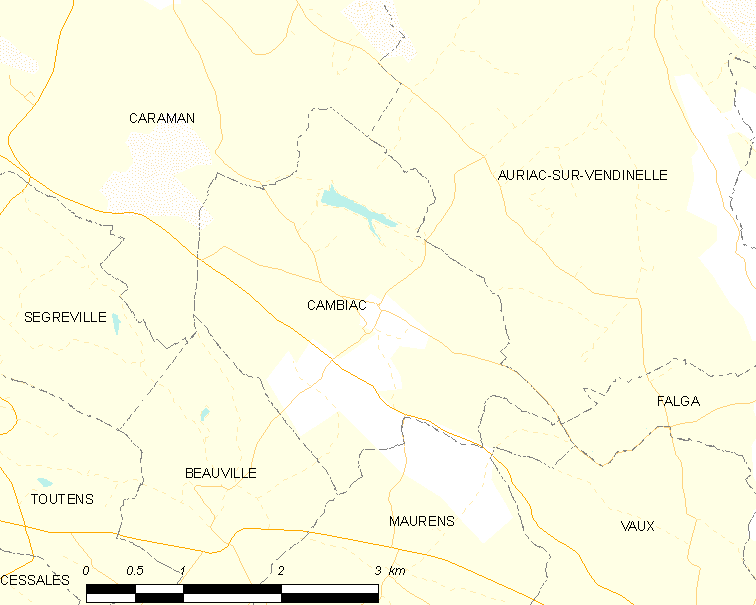
康比亚克的OSM定位图

康比亚克的时区为UTC+01:00、UTC+02:00（夏令时）。

## 行政
康比亚克的邮政编码为31460，INSEE市镇编码为31102。

## 政治
康比亚克所属的省级选区为勒韦勒县。

## 人口

1962-2008年间康比亚克人口变化图示

康比亚克于2022年1月1日时的人口数量为228人。